# Lasionycta sajanensis
Lasionycta sajanensis là một loài bướm đêm trong họ Noctuidae.